# 6883 Hiuchigatake
6883 Hiuchigatake è un asteroide della fascia principale. Scoperto nel 1996, presenta un'orbita caratterizzata da un semiasse maggiore pari a 3,1218499 UA e da un'eccentricità di 0,1869000, inclinata di 2,00031° rispetto all'eclittica.